# Iōannīs Athīnaiou
Iōannīs Athīnaiou (in greco Ιωάννης Αθηναίου?; Cholargos, 27 maggio 1988) è un cestista greco.

## Carriera
Muove i suoi primi passi nella squadra dilettantistica del Poseidonas. Nel 2006 viene ingaggiato dall'Īlysiakos, con cui ha una media di 5,9 punti in A1 Ethniki.
Nell'estate 2009 firma un contratto quadriennale con il Paniónios. Nel 2011 viene ceduto in prestito al K.A.O. Dramas, con cui ha una media di 5,9 punti, tirando con il 44,3% da tre. Nel 2012 ha debuttato con il Paniónios in Eurocup.
Nel 2012 viene ingaggiato dall'Aris Salonicco, con cui ha una media di 13,4 punti, 3,3 assist, 2,4 rimbalzi e 1,2 palle rubate in 30,2 minuti, tirando con il 34,0% da tre e con il 75,2% dalla lunetta.
Il 26 marzo 2014 firma fino a fine stagione con l'Olimpia Milano; il 15 maggio rescinde tuttavia il suo contratto con la squadra italiana.

## Palmarès
- Campionato greco: 2

Olympiakos: 2015-16
Panathīnaïkos: 2019-20